# نام عمومی
در زیست‌شناسی نام رایج یا نام عمومی یا نام مرسوم یک جاندار یا آرایه، نامی است که مردم در زبان روزمره به کار می‌برند و با نام علمی آن جاندار که دونامی (دوبخشی) و به زبان لاتینی است، فرق دارد.
معمولا نام‌های رایج نادقیق هستند. نام عمومی ممکن است چند گونه را لحاظ نکند، مانند زرافه گردن‌کوتاه، کهن‌دار، گورکن عسل‌خوار.

## گروه فراگیر، نافراگیر، چندنیا

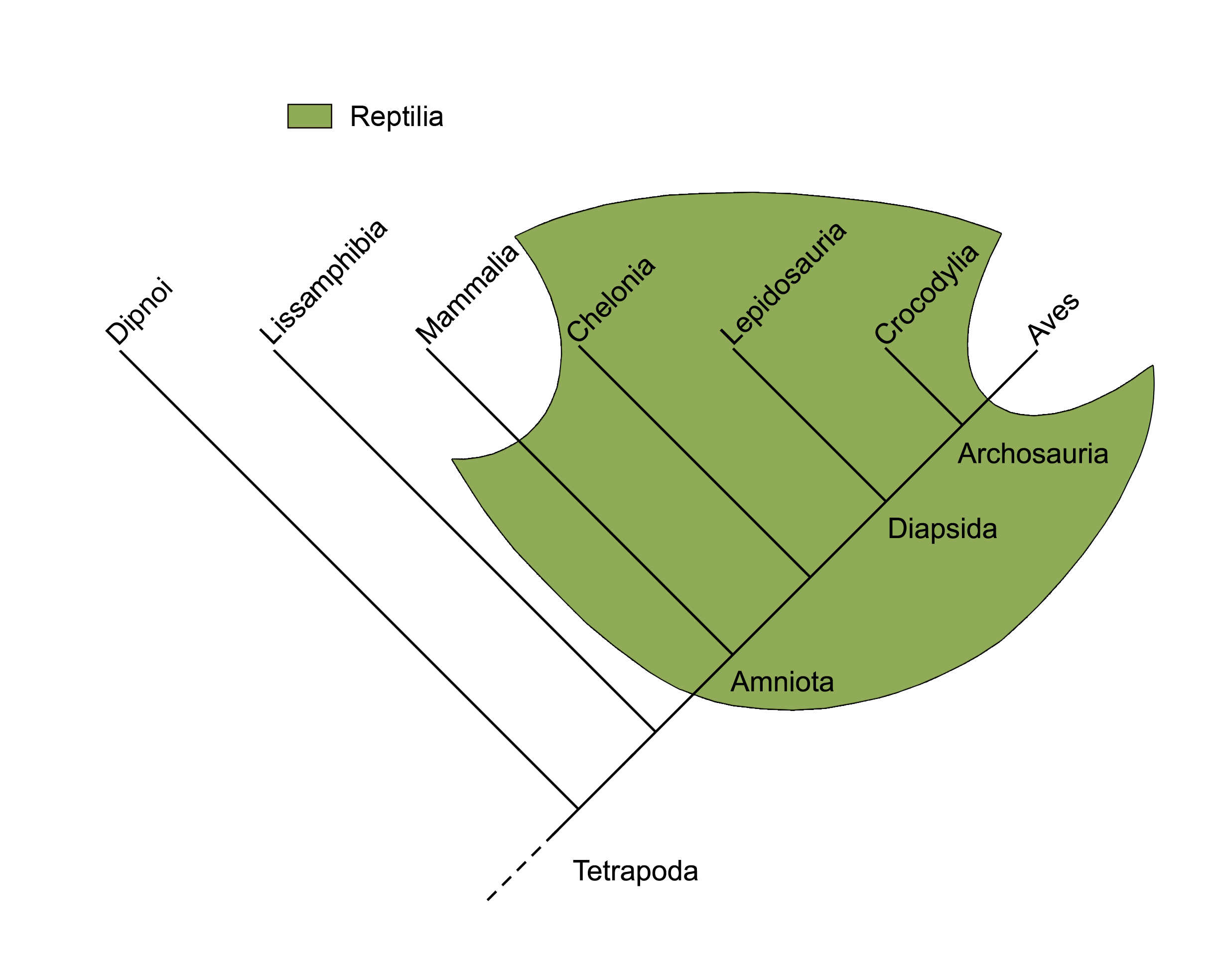
طبقهٔ سنتی خزندگان (منطقه سبزرنگ) یک گروه نافراگیر شامل همه آب‌پرده‌داران (Amniota) به جز پستاندران و پرندگان است. برخلاف آن، کلاد آب‌پرده‌داران خودش یک گروه فراگیر است.

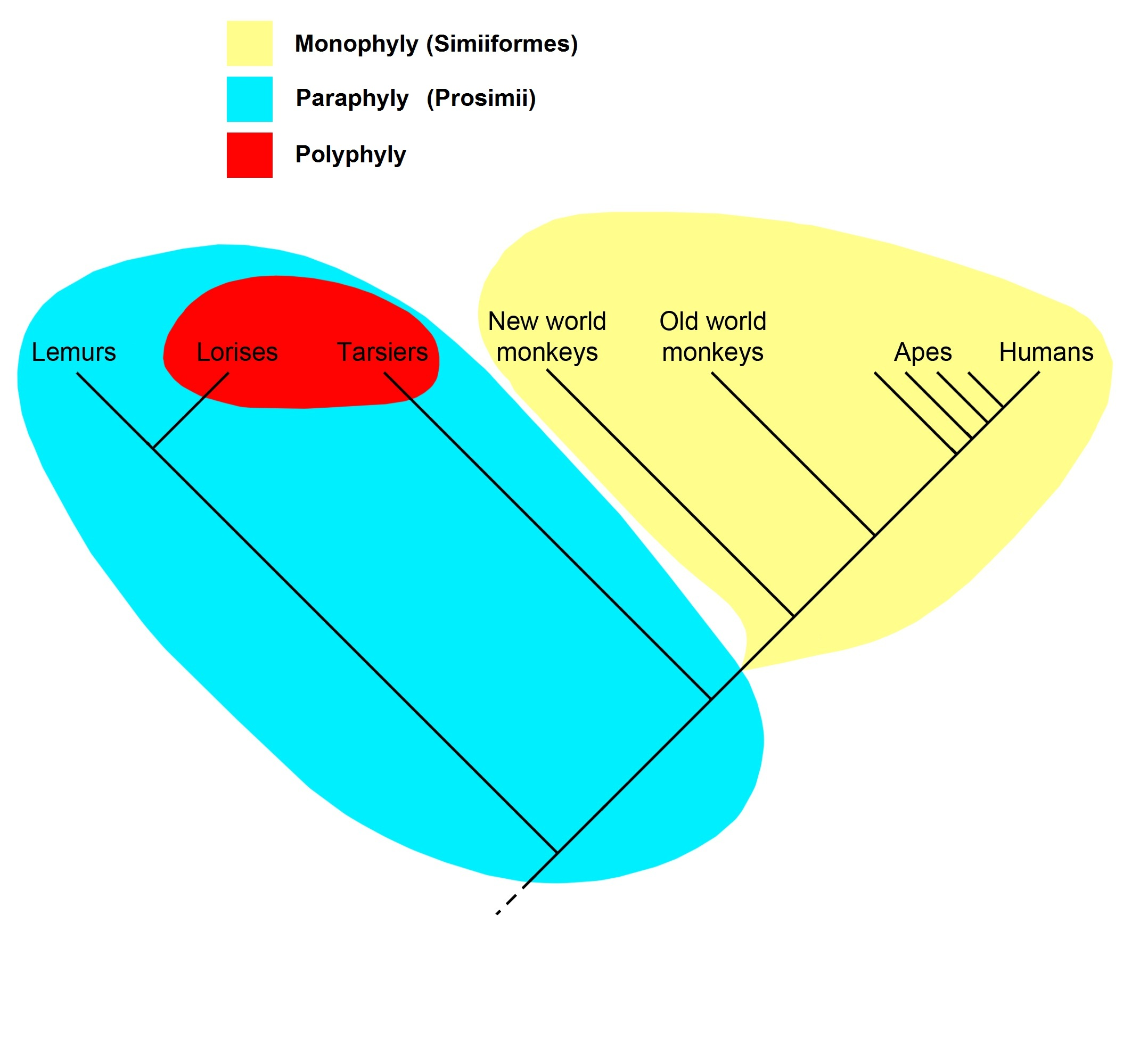
درخت تبارزایی نخستی‌سانان، نمایشگر یک گروه فراگیر (میمونان، به رنگ زرد)، یک گروه نافراگیر (پیش‌میمونان، به رنگ آبی و شامل منطقه قرمز)، و یک گروه چندنیا (night-active primates، چشم‌گرد و شبگردان هندی، به رنگ قرمز) است.

گروه‌های فیلوژنتیک یا آرایه‌ها می‌توانند گروه فراگیر، گروه نافراگیر یا گروه چندنیا باشند.

در علم شاخه‌بندی زیست‌شناسی به گروهی فراگیر (monophyletic) گفته می‌شود که یک نیای اصلی و همه نوادگان آن را دربر بگیرد.
طبقه‌بندی‌هایی که بر پایۀ تبارزایش هستند برای ایجاد و معرفی جانداران و آرایه‌هایی تلاش می‌کنند که تک‌تبار (فراگیر) هستند یعنی گروه‌هایی که دارای یک گونه نیایی مشترک می‌باشند.
به عنوان نمونه شواهد نشان می‌دهد که همه پرندگان و خزندگان از یک نیای مشترک پدید آمده‌اند؛ بنابراین با قرار دادن آن‌ها در یک دسته گروهی تشکیل می‌شود که هم نیای اصلی و هم همه نوادگان او را دربر می‌گیرد و بنابراین یک گروه فراگیر (زرد در شکل کناری) است. از آن‌جا که پرندگان تفاوتی عمده با خزندگان پیدا کرده‌اند زمانی که آن‌ها را از دسته خزندگان برداشته و حذف کنیم، یک گروه نافراگیر (paraphyletic) (آبی فیروزه‌ای در شکل دوم) برجای می‌ماند. یک مثال دیگر درنظر گرفتن گروهی به نام جانوران خون‌گرم است که شامل تنها پستانداران و پرندگان می‌شود (قرمز / نارنجی در شکل) به این دسته، گروه چندنیا (polyphyletic) گفته می‌شود؛ زیرا اعضای آن اخیراً نیای مشترک نداشته‌اند.